# Тіффані Тіссен
Тіффані Амбер Тіссен (англ. Tiffani Amber Thiessen; нар. 23 січня 1974) — американська акторка, популярність якій принесла її робота в телевізійних серіалах (насамперед, «Беверлі-Гіллз, 90210» та «Білий комірець»). Також знялася в декількох кінофільмах, що не принесли особливого успіху.

## Біографія
Народилася в Лонг-Біч (Каліфорнія). Серед її предків були німці, греки, турки і валлійці. З дитинства Тіссен брала участь у конкурсах краси (в 1987 році виграла титул «Юна Міс Америка»). Її акторська кар'єра почалася в 1989 році з ролі Келлі Каповської у телесеріалі «Врятовані дзвінком». Однак дійсну популярність їй принесла робота в телесеріалі «Беверлі-Гіллз, 90210», у якому вона зіграла роль Валері Мелоун, подруги дитинства Брендона Волша (у такий спосіб зайнявши в серіалі амплуа Бренди Волш, роль якої в 1994 році відмовилася виконувати Шеннен Догерті). На початку 2000-х рр. Тіссен знялася в декількох кінофільмах, однак успіху вони не принесли.

## Фільмографія

### Телесеріали
- 1989 — Співмешканець / Live-In
- 1989 — Урятований дзвінком / Saved by the Bell — Келлі Каповські
- 1990 — Чарльз у відповіді / Charles in Charge — Дженніфер
- 1990 — Одружені... з дітьми / Married with Children — Гізер Маккой
- 1990 — Велері / Valerie — Брук
- 1992 — Крок за кроком / Step by Step — Тіну Гордон
- 1992 — Блоссом / Blossom — Рікі
- 1992 — The Powers That Be — Барбара
- 1993 — Урятований дзвінком: Шкільні роки / Saved by the Bell: The College Years — Келлі Каповськи
- 1994 — Правосуддя Берка / Burke's Law — Андреа Пірс
- 1994 — Беверлі-Гіллз, 90210 / Beverly Hills, 90210 — Велері Мелоун
- 1999 — Купідон / Cupid — Стефані Макгрегор
- 1999 — Радіо новин / NewsRadio — Фоксі Джексон
- 2000 — Два хлопця, дівчина й піцерія / Two Guys, a Girl and a Pizza Place — Марті
- 2001 — Журнал мод / Just Shoot Me! — Емі Вотсон
- 2002 — Кримінальні перегони / Fastlane — Вільгельміна 'Біллі' Чамберс
- 2003 — Доброго ранку, Маямі / Good Morning, Miami — Вікторія Гілл
- 2007 — Як щодо Брайана? / What About Brian — Наташа Дрю
- 2009 — Білий комірець / White Collar — Елізабет Берк

### Художні фільми
- 1993 — Зять / Son in Law — Трейсі
- 1999 — У погоні за мрією / Speedway Junky — Вілма Прайс
- 1999 — Від заходу до світанку 2: Криваві гроші Техаса / From Dusk Till Dawn 2: Texas Blood Money — Пем
- 1999 — До чорта любов / Love Stinks — Ребекка Меліні / Джульетт
- 2000 — Ivansxtc / Ivansxtc — Марі Стайн
- 2000 — Дамський догідник / The Ladies Man — Хоні Делюн
- 2000 — Ну дуже страшне кіно / Shriek If You Know What I Did Last Friday the Thirteenth — Хагіта Атслей
- 2002 — Голлівудський фінал / Hollywood Ending — Шерон Бейтс
- 2008 — Солдат-кіборг / Cyborg Soldier — Ліндсей Рірдон

### Телевізійні фільми
- 1992 — Урятований дзвінком: Гавайський стиль / Saved by the Bell: Hawaiian Style — Келлі Каповскі
- 1992 — Убивця серед друзів / A Killer Among Friends — Дженні Монро
- 1994 — Урятований дзвінком: Весілля в Лас-Вегасі / Saved by the Bell: Wedding in Las Vegas — Келлі Каповскі Морріс
- 1995 — Незнайомець поруч із мною / The Stranger Beside Me — Дженніфер Галлахер
- 1995 — Вона боролася поодинці / She Fought Alone — Кейтлін Роуз
- 1996 — Солодкі мрії / Sweet Dreams — Елісон Салліван
- 1996 — Сховані секрети / Buried Secrets — Анналіссе Веллум
- 2001 — Everything But the Girl — Деніз
- 2006 — Stroller Wars — Лені
- 2007 — Пандемія / Pandemic — Кейла Мартін

### Мультиплікаційні фільми
- 2001 — Різдвяні пригоди звірів / A Christmas Adventure from a Book Called Wisely's Tales — Віксен

### Режисер
- 2005 — Just Pray

### Продюсер
- 1996 — Сховані секрети / Buried Secrets (сопродюсер)
- 2005 — Just Pray (сопродюсер)